# 名古屋電気鉄道
名古屋電気鉄道株式会社（名古屋電氣銕道株式會社、なごやでんきてつどう、英文社名：Nagoya Electric Railway Co., Ltd.）は、かつて愛知県名古屋市に本社を置いていた鉄道事業者。愛知県を基盤とする大手私鉄の名古屋鉄道や、名古屋市営地下鉄などを運営する名古屋市交通局の前身企業である。通称は「名電」や「名古屋電鉄」。
名古屋電気鉄道は1894年（明治27年）に設立され、1898年（明治31年）に日本国内2番目の電気鉄道（路面電車）を名古屋市内に開通させた。以降、名古屋市内のみならず市の郊外へも路線を拡大し、愛知県西部に路線網を築き上げた。大正時代になって名古屋市内の路面電車が市営化されることになったため、名古屋電気鉄道は1921年（大正10年）に名古屋鉄道（初代）を設立し郊外路線を譲渡、翌1922年（大正11年）には路面電車を名古屋市電気局（後の名古屋市交通局）へ譲渡し、解散した。
名古屋電気鉄道が敷設した郊外路線は一部区間が名古屋鉄道の路線として現在も運行が継続されているが、名古屋市電となった市内線は1974年（昭和49年）に全線が廃止されている。
なお、名古屋鉄道の創業記念日は、この会社の設立年月日としている。

## 沿革

### 会社設立
愛知県内初の鉄道として、現在の東海旅客鉄道（JR東海）東海道本線・武豊線の一部区間にあたる武豊 - 熱田間が開業したのは1886年（明治19年）3月のことである。尾張藩の城下町として栄えた名古屋に駅が開設されたのはそれから2か月遅れた1886年5月であった。開業当時の名古屋駅は市域の西端に位置し、周囲は葦が生い茂る湿地帯であった。この名古屋駅と名古屋市内の連絡を行う交通機関を建設すべく、1894年（明治27年）6月25日に名古屋電気鉄道は設立された。当初の会社名は愛知馬車鉄道株式会社（愛知馬車銕道株式會社、あいちばしゃてつどう） であり、当初取得していた軌道敷設の特許 は、会社名の通り馬車鉄道のものだった。
会社設立の前年の1893年（明治26年）6月、岡本清三・小塚逸夫らによって馬車鉄道敷設の特許出願が行われた。だが彼らは馬車鉄道ではなく電気鉄道の敷設を目論んでいた。発起人の一人である岡本清三が後年寄稿した回想録によれば、電気鉄道の敷設を出願したが政府の取扱方針が不明のため受理されなかったため、前例のある馬車鉄道に計画を変更した、とのことである。しかしこれには別の説もあり、電気鉄道に対する政府の取扱方針は1893年（明治25年）には確立していることから、最初から電気鉄道敷設を計画していたが競合する「名古屋馬車鉄道」の計画を統合するのが有利と考えたために、あえて馬車鉄道に計画を変更したとも言われる。
この出願は認められ、1894年3月に馬車鉄道敷設の特許が下りた。その区間は、笹島（名古屋駅前） - 久屋町（県庁前）間 (2.13km)、本町 - 本町御門（第三師団前）間 (0.98km)、笹島 - 枇杷島間 (4.54km) の3区間である。その後会社設立の手続がなされ、1894年6月に愛知馬車鉄道が設立された。しかし、株式の引受人（出資者）が少なく資本金を十分に集めることができず、会社の登記は遅延した。日清戦争勃発（1894年7月）に伴う警戒感や、馬車鉄道が名古屋の有力者になじまなかったことが、出資者が少なかった理由であった。そこで、小塚・岡本らは京都の財界に出資者を求め、馬車鉄道の計画を電気鉄道に変更するという条件付きで京都電気鉄道（京都市電の前身）の関係者である大澤善助の支援を取り付けた。こうして、馬車鉄道の計画は電気鉄道へと転換され、1895年（明治28年）5月に特許の動力変更を申請、1896年（明治29年）6月に電気鉄道敷設の特許が下りたため、同年6月19日に愛知馬車鉄道は名古屋電気鉄道株式会社 に社名を変更した。

### 市内線の開業と発展

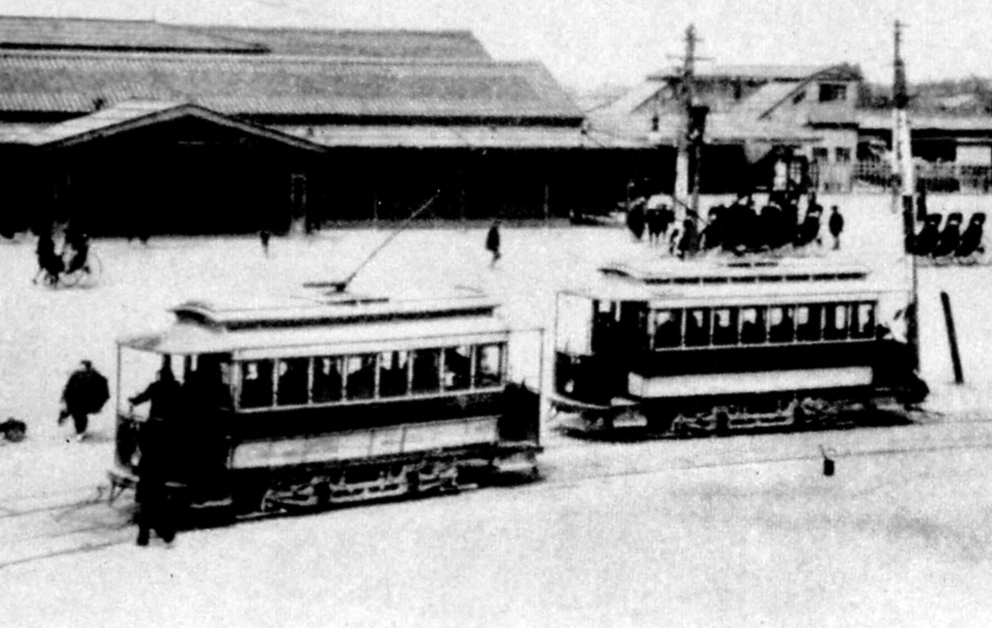
名古屋駅前の38形小型単車

名古屋電気鉄道は、名古屋市笹島町 - 愛知県庁門前間、栄町 - 第三師団門前間、栄町 - 愛知郡熱田町（現・名古屋市熱田区）間、笹島町 - 西春日井郡西枇杷島町(現・清須市)間の4区間で電気鉄道の敷設特許を取得していたが、まず最初に笹島町 - 愛知県庁門前間の建設に着手した。建設工事は1898年（明治31年）3月に終了、その後の諸検査も無事合格し、同年5月6日の午前9時から営業を開始した。区間は名古屋駅前の笹島停留場から、当時久屋町にあった愛知県庁舎の前の県庁前停留場までであった。開業時の電車は合計7両で、26人乗りの小さなものであった。成績は良好で、5月末までの26日間に16万6283人が乗車している。
笹島 - 県庁前間の栄町線に次ぐ2番目の路線として、特許区間の笹島町 - 枇杷島間を変更した柳橋 - 押切町間（押切線）が1901年（明治34年）2月に開業した。1903年（明治36年）1月には、千種駅開設に伴って東に延伸された広小路通を使用し、栄町線が千種まで延伸された。
栄町から熱田町へ向かう熱田線は、馬車鉄道時代から本町通を通るように計画されていたが、本町通沿いの住民の賛同が得られず着工が遅れ、1908年（明治41年）5月に大津通経由でようやく開業した。これによって、名古屋市内の国有鉄道の3駅（名古屋駅・千種駅・熱田駅）を結ぶ路線網が形成された。また、この年の6月に名古屋市との間で報償契約が結ばれている。名古屋電気鉄道は純利益の3/100を名古屋市に支払うことになったが、その代わりに市内電気軌道の独占を約束された。この契約によって、その後登場する瀬戸電気鉄道の市内線計画などが阻止されている。
1910年（明治43年）3月から6月までの90日間に鶴舞公園で第10回関西府県連合共進会が開催された。これにあわせ、観覧者輸送を行うための軌道整備・拡張が行われ、公園線や築港線、枇杷島線が新たに開業した。このうち枇杷島線は他線とは異なり、全線が専用軌道であった。
1911年（明治44年）6月には江川線が開業し、同年8月には覚王山電気軌道から事業を引き継いだ覚王山線が開業した。その後は市の北東部に路線を伸ばし、1913年（大正2年）11月に御幸線、1914年（大正3年）11月に大曽根線が開業している。1919年（大正8年）4月には市南部で電気鉄道を運営する熱田電気軌道を合併。そして1921年（大正10年）12月に堀内線が開業して営業キロの合計が42.5kmとなったが、堀内線の開業後の新規開業は存在しない。

### 郊外への進出

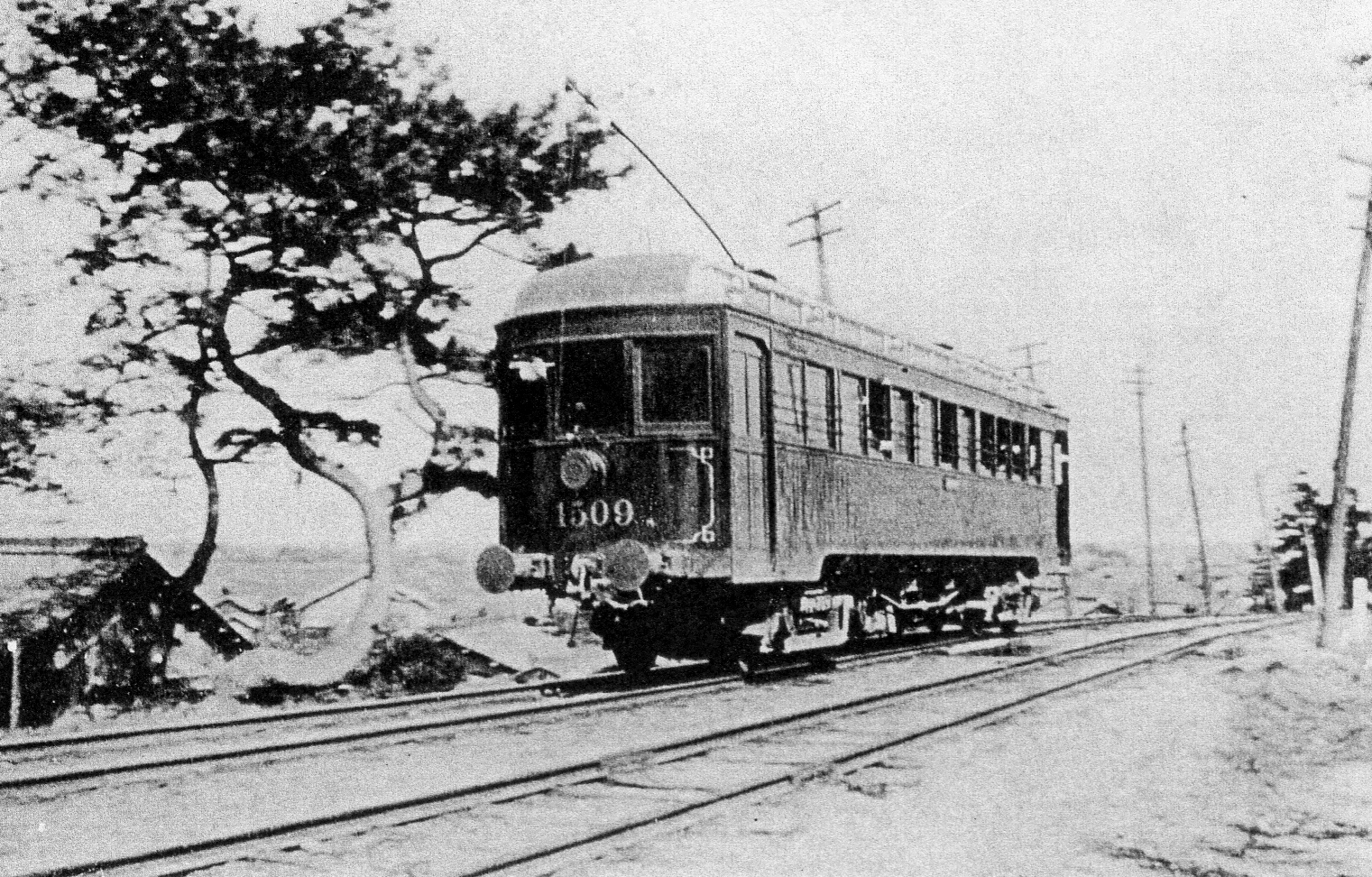
東枇杷島 - 枇杷島橋間を走る1500形電車

1906年（明治39年）、名古屋電気鉄道では本格的な郊外路線の建設計画が持ち上がっていた。全国的な電気鉄道敷設ブームを背景に名古屋市近郊に相次いで電気鉄道敷設の計画が持ち上がっており、知多電気鉄道（愛知電気鉄道の前身）が熱田 - 常滑間、尾張電車鉄道が名古屋 - 岩倉 - 犬山間、一宮電気鉄道が名古屋 - 岩倉 - 一宮間の軌道敷設を申請していた。これらに対抗して、名古屋電気鉄道では1906年の11月から12月にかけて、市電に接続する押切町を起点とし津島や一宮間へ向かう路線や熱田 - 半田間の軌道敷設を申請した。
尾張電車鉄道と一宮電気鉄道の計画は輸送需要などから有望とされていた。だが名古屋 - 岩倉間が競合しており、競合を回避するため愛知県知事に調停により両社の合同が図られたが、不調に終わった。そこで県知事は発起人の繋がりがあった尾張電車鉄道と名古屋電気鉄道の合同を画策し、その結果尾張電車鉄道は1907年（明治40年）2月に事業を名古屋電気鉄道に譲渡した。一宮電気鉄道も同年6月に名古屋電気鉄道に事業を譲渡したため、名古屋電気鉄道は両社の計画を継承することになった。
こうして、押切町から名古屋市の郊外へ向かう電気鉄道の建設が始まった。計画区間の一部である押切町 - 枇杷島（庄内川東岸で、名古屋市側）間は枇杷島線として1910年5月に先行開業したが、残る区間は庄内川橋梁の完成を待ち、1912年（大正元年）8月6日に押切町 - 岩倉 - 西印田間の一宮線と岩倉 - 犬山間の犬山線が全通した。これらの区間は軌道条例ではなく軽便鉄道法の適用区間とされて軽便鉄道部（軽鉄部）と呼称され、「郡部線」と通称された。一方、従来の軌道条例（後軌道法）適用区間である路面電車は、正式名称は軌道部とされ、「市内線」と通称された。
郊外路線の建設はこの後も続き、1913年1月に一宮線西印田 - 東一宮間が延伸、1914年1月には枇杷島橋 - 新津島間の津島線が開業し、鉄道敷設免許を持つ3路線が全通した。また、郊外路線の都心部のターミナル駅として1913年11月に柳橋駅を開設し、郊外路線の電車が市内線に乗り入れるようになっている。
1914年9月には須ヶ口 - 清洲間の清洲線が開業、1920年（大正9年）9月には岩倉 - 小牧間の小牧線が開業した。小牧線の開業によって郊外路線の営業キロは合計で54.9kmとなったが、これ以降名古屋電気鉄道は郊外路線の建設を行っていない。

### 市内電車焼き討ち事件
名古屋電気鉄道が順調に発展していくにつれて、会社に対する批判や改善要求、そして市内線の市営論が湧き上がっていった。その結果、前述の通り1908年6月に名古屋市と名古屋電気鉄道の間で報償契約が結ばれたのだが、この契約の中には市内線の事業を25年後に名古屋市に譲渡する、という内容が含まれていた。
名古屋電気鉄道に対する市民の要求には、運賃の値下げ、始発・終発時間の延長、線路・車両などの施設の改善、接続するほかの電気鉄道との連絡の改善などがあった。また、名古屋電気鉄道は1908年から当時としては著しく高い10%前後の高配当を行えるような高収益を上げており、これも市民の批判の的となった。大阪市電を嚆矢として東京市電や京都市電のような市営電車が出現していることに刺激され、名古屋でも市内電車の市営化を実行するべきとの世論も高まったが、名古屋市は先の報償契約を締結したばかりであることや資金調達の目処が立たないことから、市内線の買収には消極的であった。そのため、市民の関心は運賃問題に向けられていった。
市内線の運賃は、距離によって変動する区間制を開業時から採用していた。区間制では路線網が拡大して遠距離になればなるほど運賃が高くなっていくので、遠距離の利用者は高負担を強いられた。大正デモクラシーの風潮や新聞上の論争、第一次世界大戦勃発直後の不況などが手伝って、1914年ごろからこの運賃制度に対する非難は一層激しくなった。こうした情勢の中、名古屋電気鉄道は8月に運賃改定案を名古屋市に提出し承認を求めた。その案は、区間運賃制を維持し、運賃を最低1銭・最高10銭とするなど、基本的に従来の制度と変わらなかった。

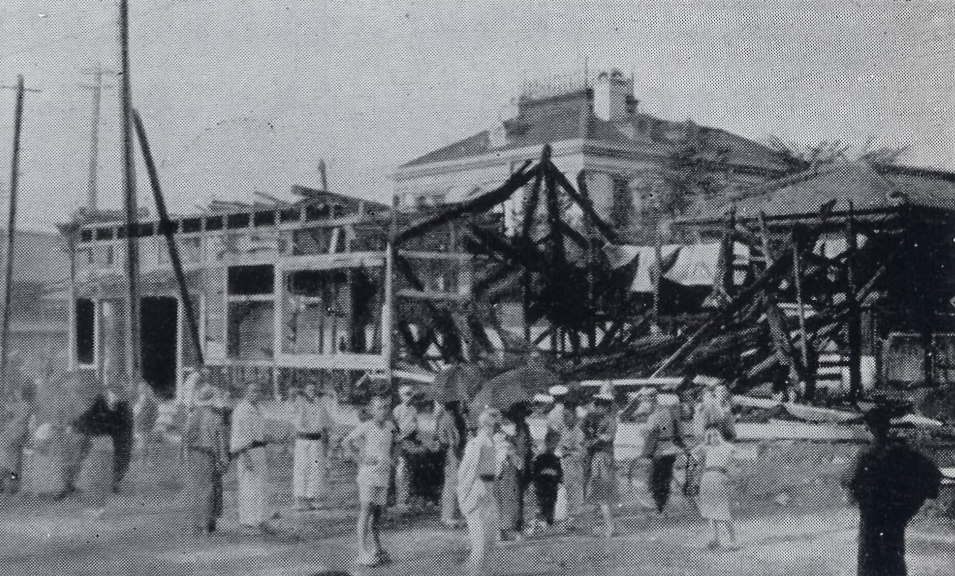
破壊された柳橋駅

1914年9月6日5時、鶴舞公園で「電車運賃値下問題市民大会」が開催された。市民大会には会社の方針に憤慨した3万人とも5万人とも言われる市民が集結し、運賃を最低1銭・最高6銭とすることなど5項目の決議が行われた。大会解散後の午後7時ごろから興奮した群集はデモ行進を始め市内に繰り出し、通りかかった電車を破壊したのを手始めに、数グループに分かれて各所で電車を襲撃・放火していった。あるグループは那古野町の本社を荒らしてその倉庫を全焼させ、またあるグループは警備を突破して柳橋駅構内に乱入し、ガソリンをまいて駅舎を全焼させた。翌7日になっても緊張状態が続いたため軍隊の出動が要請され、第3師団の歩兵6個中隊と騎兵1個中隊が市内の警備にあたった。8日にも騒動が起きたが、9日に軍隊が厳重な警備体制を敷いたためようやく騒動は沈静化した。
一連の事件は電車焼き討ち事件と呼ばれ、この事件により市内線用車両4両と郡部線用車両1両が全焼し使用不能になるなど、23両の電車が被災した。事件の責任をとって常務取締役の岡本は取締役に、社長の神野は相談役に退いた（当初は役員総辞職を決意したものの、株主協議会で反対され留任となった）。常務取締役の後任は取締役の上遠野富之助が選ばれ、社長には取締役の富田重助が再任された。運賃は11月から最低2銭・最高6銭に値下げされ、市民の要求がほぼ反映された。

### 市内線市営化・会社解散へ
焼き討ち事件後も、運賃に関する議論は続いた。当時、東京・大阪・京都・横浜・神戸などほかの大都市の市内電車は均一運賃制を導入しており、名古屋でもこれに倣って均一運賃制を導入すべき、と要求された。そこで、名古屋電気鉄道は1920年3月に運賃を全線4銭均一に改正する申請書を市に提出した。均一運賃制の導入は市内線市営化に先行する課題であったため、このことは市営化への第一歩と社内外に受け取られた。

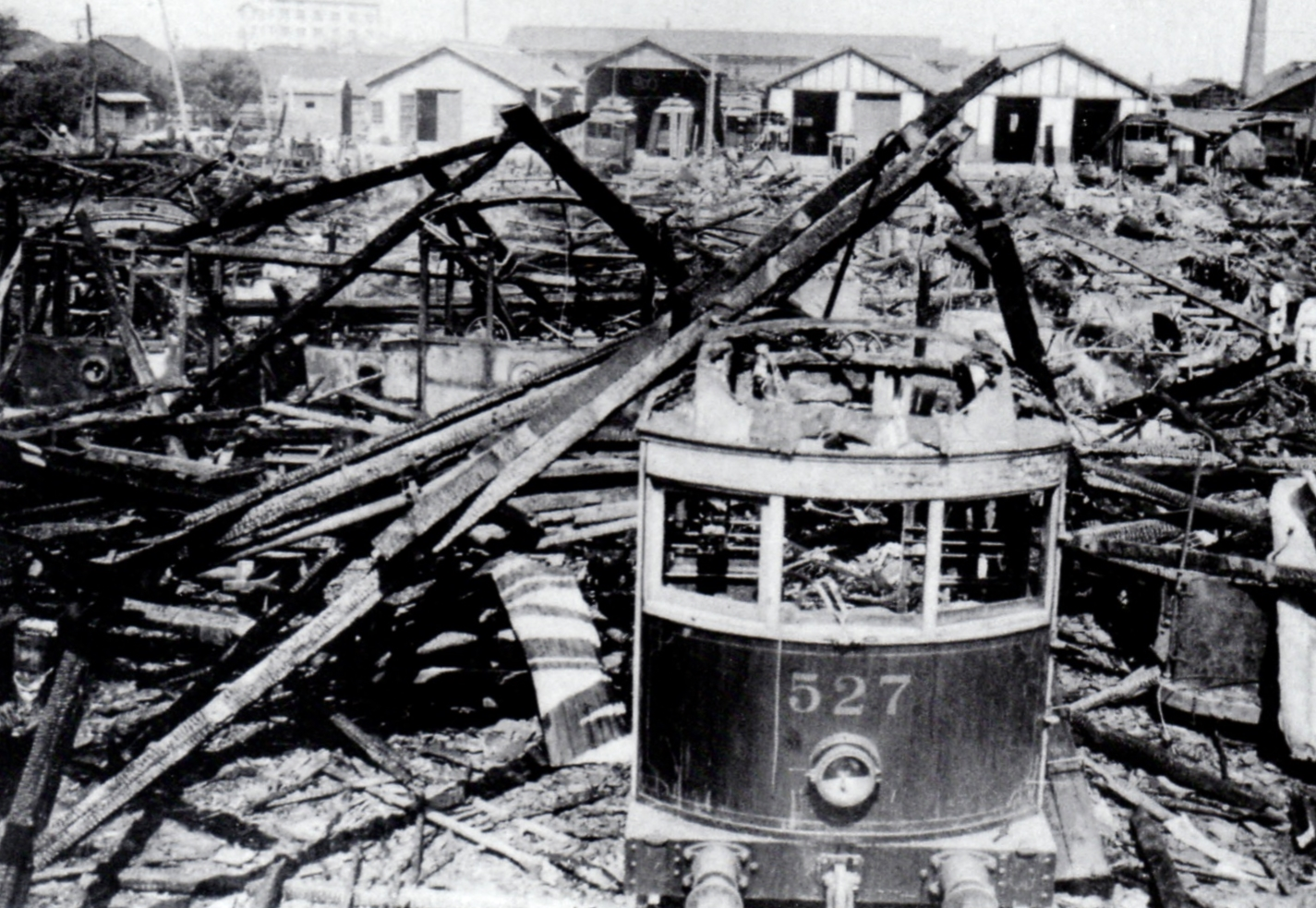
焼失した那古野車庫

この時期に、重大な事件が発生した。1920年（大正9年）6月7日、主力の車両基地である那古野車庫が漏電により出火、重油に引火して全焼した。市内線車両91両、約半数にあたる車両を焼失してしまったのである。この事件によって市営化実現の動きが急激に加速し、7月13日に名古屋市会は市営促進の意見書を可決、7月17日には名古屋市長が市内線買収の要望書を名古屋電気鉄道に提出した。市営化実現の動きが活発化した理由には、前年に公布された道路法（旧道路法）により市に道路管理の権限がなくなり報償契約が無効となる恐れがあったこと、第一次世界大戦終了後の不況による株価の低落や会社の危機のため買収価格が安価になること、不況の影響で買収のための公債を発行するには好都合であったことなどが挙げられる。
名古屋電気鉄道としては収入のおよそ70%を占める市内線を手放すことに難色を示したが、最終的に郡部線に活路を見出すという結論を出し、買収に応じることになった。そして1921年10月に市との買収契約が成立し、市会で可決された。買収契約成立に先立つ1921年6月に名古屋電気鉄道は名古屋鉄道株式会社を設立、7月1日に同社に郡部線を譲渡した。この名古屋鉄道は名岐鉄道に名を変えた後、現在ある名古屋鉄道株式会社となった。
1922年（大正11年）8月1日、名古屋電気鉄道市内線の市営化が実行され、丸八の名古屋市章を付けた電車が市内を走り始めた。名古屋市に市内線を譲渡し、鉄道事業から手を引いた名古屋電気鉄道は臨時株主総会を開いて会社の解散を決議、28年の歴史に幕を下ろした。

## 年表

### 会社関連
- 1893年（明治26年）6月23日 : 馬車鉄道敷設特許を申請。
- 1894年（明治27年）3月17日 : 馬車鉄道敷設の特許が下りる[5]。
  - 6月25日 : 愛知馬車鉄道株式会社設立。資本金は15万円。
- 1895年（明治28年）4月5日 : 馬車鉄道から電気鉄道への変更を届出。
- 1896年（明治29年）6月3日 : 電気鉄道敷設の特許が下りる。
  - 6月19日 : 名古屋電気鉄道株式会社に社名変更。
- 1897年（明治30年）4月20日 : 25万円に増資。
- 1898年（明治31年）5月6日 : 最初の路線となる、笹島 - 県庁前間の路面電車が開業。
- 1899年（明治32年）7月15日 : 50万円に増資。
- 1901年（明治34年）2月25日 : 会社初の乗務員ストライキが発生。
- 1906年（明治39年）9月12日 : 100万円に増資。
- 1907年（明治40年）2月15日 : 尾張電車鉄道の事業（未開業）を譲り受ける。
  - 3月8日 : 一宮電気鉄道の事業（未開業）を譲り受ける。
- 1908年（明治41年）4月16日 : 200万円に増資。
  - 6月1日 : 名古屋市との間に「報償契約」を締結。
- 1910年（明治43年）5月6日 : 枇杷島線として押切町 - 枇杷島間が開業。全線専用軌道であり、郊外路線の先駆け。
  - 9月13日 : 覚王山電気軌道の事業（1909年9月29日特許 愛知郡千種町字西浦-同郡東山村大字田代間[14] 未開業）を譲り受ける。
- 1911年（明治44年）3月1日 : 500万円に増資。
- 1912年（明治45年）3月29日 : 枇杷島線や郊外路線の保有特許を軌道条例適用路線から軽便鉄道法適用路線に変更。
  - 5月21日 : 跡田直一[15] 鉄道院を退官し支配人となる[16][17]
- 1912年（大正元年）8月6日 : 郡部線の一宮線枇杷島 - 枇杷島橋 - 岩倉 - 西印田間と、犬山線岩倉 - 犬山間が開業。本格的な郊外路線の始まり。
  - 9月1日 : 郡部線で貨物営業を開始。
- 1913年（大正2年）11月20日 : 柳橋駅開業、郡部線電車の市内線乗り入れを開始。
- 1914年（大正3年）9月6日 : 電車焼き討ち事件が発生。
  - 12月 : 上遠野富之助[18] が常務取締役就任[17][19]
- 1915年（大正4年）10月1日 : 裕仁親王（後の昭和天皇）が築港線（市内線）に乗車。
  - 12月1日 : 750万円に増資。
- 1919年（大正8年）4月15日 : 熱田電気軌道株式会社を吸収合併、760万円に増資。
  - 12月1日 : 1150万円に増資。
- 1920年（大正9年）2月21日 : 会社初のボギー車1500形が運転開始。
  - 6月7日 : 那古野車庫で火災発生、車両99両[注釈 3]を焼失。
  - 10月25日 : 名古屋市と市内線買収に関する仮契約を締結。
  - 12月 : 市内線初のボギー車1000形が運転開始。
- 1921年（大正10年）6月13日 : 名古屋電気鉄道が名古屋鉄道株式会社（初代）を設立。
  - 7月1日 : 名古屋電気鉄道が地方鉄道部の事業（郡部線）を名古屋鉄道に譲渡。
  - 12月1日 : 市内線で全線均一運賃を導入（それまでは区間制）。
- 1922年（大正11年）8月1日 : 名古屋市が名古屋電気鉄道の市内線事業を買収し市内線を市営化、名古屋市電が発足。名古屋電気鉄道解散[13]。

### 路線関連

#### 市内線

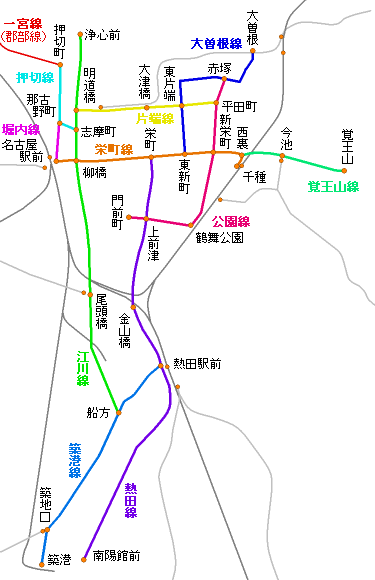
市内線路線図
（1922年8月・市営化時点）

- 1898年（明治31年）5月6日 : 栄町線 笹島（後の名古屋駅前） - 県庁前（後の久屋町）間 (2.2km) が開業。
- 1901年（明治34年）2月19日 : 押切線 柳橋 - 押切町間 (2.3km) が開業。
- 1903年（明治36年）1月31日 : 栄町線 久屋町 - 千種（後の西裏）間 (1.8km) が開業。
- 1908年（明治41年）5月3日 : 熱田線 栄町 - 熱田駅前間 (4.6km) が開業。
  - 9月17日 : 熱田線 熱田駅前 - 熱田伝馬町間 (1.1km) が開業。
- 1910年（明治43年）2月23日 : 公園線 上前津 - 新栄町間 (2.7km) が開業。
  - 3月16日 : 築港線 熱田駅前 - 築地口間 (4.2km) が開業。
  - 5月6日 : 枇杷島線 押切町 - 枇杷島間 (1.8km) が開業。
- 1911年（明治44年）6月9日 : 御黒門線 上前津 - 門前町間 (0.4km) が開業。
  - 6月24日 : 江川線 柳橋 - 洲崎橋間 (0.7km) が開業。
  - 8月19日 : 覚王山線 北畑 - 月見坂（後の覚王山）間 (1.8km) が開業。
  - 11月2日 : 江川線 洲崎橋 - 山王橋間 (1.1km) が開業。
- 1912年（明治45年）1月11日 : 築港線 築地口 - 築地橋間 (0.6km) が開業。
  - 3月29日 : 枇杷島線 押切町 - 枇杷島間を鉄道（郡部線）に変更。
  - 4月1日 : 栄町線 西裏 - 千種間 (0.2km) が開業。
  - 5月6日 : 江川線 尾頭橋 - 船方間 (2.6km) が開業。
  - 5月22日 : 覚王山線 西裏 - 北畑間 (0.5km) が開業。
  - 5月23日 : 江川線 山王橋 - 古渡橋間 (0.6km) が開業。
- 1912年（大正元年）11月8日 : 江川線 尾頭橋 - 古渡橋間 (0.4km) が開業。
- 1913年（大正2年）11月12日 : 御幸線 志摩町 - 御園御門間 (0.8km) が開業。
- 1914年（大正3年）8月20日 : 外堀線 御園御門 - 本町御門間 (0.6km) が開業。
  - 11月5日 : 片端線 本町御門 - 東片端間 (1.2km)、高岳線 東新町 - 清水口間 (1.5km) が開業。
- 1915年（大正4年）3月17日 : 高岳線 清水口 - 赤塚間 (0.8km) が開業。
  - 4月26日 : 赤塚 - 徳川町間 (0.7km) が開業。
  - 5月30日 : 徳川町 - 大曽根間 (0.6m) が開業。
  - 10月10日 : 上江川線 明道橋 - 江川町間 (0.9km) が開業。
  - 11月4日 : 上江川線 江川町 - 浄心前間 (0.8km)、片端線 東片端 - 平田町間 (0.7km)、葵町線 新栄町 - 平田町間 (1.1km) が開業。
- 1918年（大正7年）9月21日 : 築港線 築地橋 - 築港間 (0.3km) が開業。
- 1919年（大正8年）4月15日 : 熱田電気軌道運営の熱田伝馬町 - 南陽館前間を編入。
  - 4月16日 : 山口町線 平田町 - 赤塚間 (0.5km) が開業。
- 1921年（大正10年）12月7日 : 堀内線 名古屋駅前 - 那古野町間 (0.8km) が開業。
- 1922年（大正11年）8月1日 : 市内線 42.5kmを名古屋市電気局に譲渡。

#### 郡部線

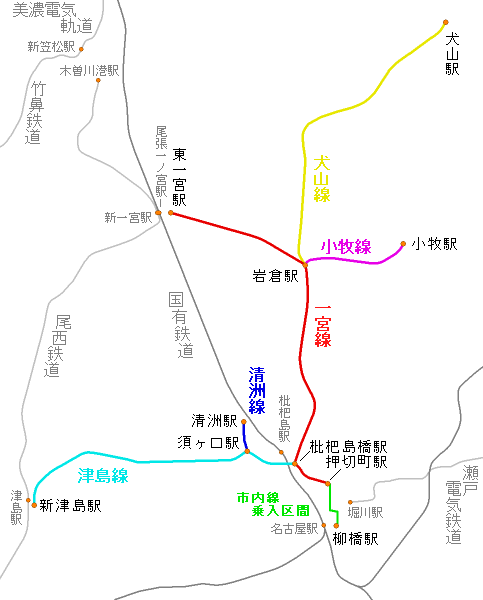
郡部線路線図
（1921年6月）

- 1907年（明治40年）12月10日：軌道特許状下付（西春日井郡西枇杷島町-海東郡津島町間）[20]。
- 1910年（明治43年）5月6日 : 枇杷島線 押切町 - 枇杷島間 (1.8km) が軌道線として開業[21]。
- 1912年（明治45年）3月12日：枇杷島 - 津島間を軽便鉄道法によるべきものと指定[22]。
- 1912年（明治45年）3月29日 : 枇杷島線 押切町 - 枇杷島間を軽便鉄道法によるべきものと指定（郡部線）[23]。
- 1912年（大正元年）8月6日 : 一宮線 枇杷島 - 岩倉 - 西印田間 (16.5km)、犬山線 岩倉 - 犬山間 (15.2km) が開業[24]。
- 1913年（大正2年）
  - 1月25日 : 一宮線 西印田 - 東一宮間間 (0.6km) が開業[25]。
  - 4月14日 : 鉄道免許状下付（西春日井郡新川町-同郡清洲町間）[26]。
- 1914年（大正3年）
  - 1月23日 : 津島線 枇杷島橋 - 新津島間 (13.9km) が開業[27]。
  - 3月26日 : 鉄道免許失効（新川-清洲 指定ノ期限ニ工事施工ノ認可申請ヲ為ササルタメ）[28]。
  - 3月27日 : 鉄道免許状下付（西春日井郡新川町-同郡清洲町間）[29]。
  - 4月15日 : 鉄道免許状下付（丹羽郡岩倉町-東春日井郡小牧町間）[30]。
  - 9月22日 : 清洲線 須ヶ口 - 清洲間 (1.8km) が開業[31]。
- 1920年（大正9年）9月23日 : 小牧線 岩倉 - 小牧間 (5.1km) が開業[32]。
- 1921年（大正10年）
  - 5月17日 : 鉄道免許状下付（丹羽郡犬山町-武儀郡関町）[33][34]。
  - 7月1日 : 5路線 54.9kmを名古屋鉄道に譲渡（6月13日臨時株主総会可決）[35]。

## 路線一覧
- 市内線（1922年8月1日・名古屋市電発足時の路線名）
  - 栄町線：名古屋駅前 - 柳橋 - 栄町 - 東新町 - 新栄町 - 西裏 - 千種間 (4.2km)
  - 押切線：志摩町 - 那古野 - 押切町間 (1.6km)
  - 熱田線（後の熱田線・東築地線）：栄町 - 熱田駅前 - 東築地間 (9.1km)
  - 公園線（後の御黒門線・公園線・葵町線・山口町線）：赤塚 - 平田町 - 新栄町 - 門前町間 (4.7km)
  - 築港線：熱田駅前 - 船方 - 築港間 (5.1km)
  - 江川線（後の上江川線・押切線・下江川線）：浄心 - 明道橋 - 志摩町 - 柳橋 - 船方間 (8.1km)
  - 覚王山線：西裏 - 覚王山間 (2.3km)
  - 片端線（後の行幸線・東片端線）：明道橋 - 東片端 - 平田町間 (3.0km)
  - 大曽根線（後の高岳線）：東新町 - 東片端 - 赤塚 - 大曽根間 (3.6km)
  - 堀内線：名古屋駅前 - 那古野間 (0.8km)
- 郡部線
  - 一宮線：押切町 - 枇杷島橋 - 岩倉 - 東一宮間 (18.9km)、電車は市内線柳橋 - 押切町間に乗り入れ
  - 津島線：枇杷島橋 - 須ヶ口 - 新津島間 (13.9km)
  - 清洲線：須ヶ口 - 清洲間 (1.8km)
  - 犬山線：岩倉 - 犬山間 (15.2km)
  - 小牧線：岩倉 - 小牧間 (5.1km)

### 未成線
- 市内線
  - 菊井町電停 - 明道橋電停間 : 市営化後、明道町線として開業[36][37]。
  - 水主町電停 - 門前町電停間 : 市営化後、岩井町線として開業[36][37]。
  - 東新町電停 - 公園前電停間 : 市営化後、高岳延長線として開業[36][37]。
  - 栄町電停 - 大津町電停間 : 市営化後、大津町線として開業[36][37]。
  - 本町御門電停 - 玉屋町間 : 並走する大津町線開業により特許廃止[36][37]。
  - 小針 - 高辻 - 牛巻 - 神明町間 : 市営化後、東郊線として堀田駅前電停まで開業[36][37]。同電停以南は未成。
  - 高辻 - 滝子間 : 市営化後、東郊線として開業[36][37]。
  - 北畑電停 - 滝子 - 牛巻間 : 市営化後に特許申請した循環東線と競合するため特許廃止[36][37]。
  - 高辻 - 下赤島間 : 未成。ただし、市営化後に特許申請した八熊東線と同一線上の路線で、後年八熊東線として開業[36][38]。
- 郡部線
  - 知多循環線 : 熱田 - 笠寺 - 上野 - 岡田 - 阿久比 - 亀崎 - 半田、岡田 - 大野、半田 - 成岩 - 常滑 - 大野　1906年12月出願、1911年1月取下[39]。
  - 一宮線 (別案1) : 西枇杷島 - 一宮 (14.7km)　1906年11月出願、1912年7月取下。東海道本線の東側をほぼ並走[39][40]。
  - 一宮線 (別案2) ・岐阜線 : 一宮 - 岐阜 (14.2km) → 一宮 - 北方 (10.2km)　1908年12月出願、一宮 - 北方間に縮小し1909年1月再出願、その後却下[39][40]。
  - 三河線 : 鶴舞 - 御器所 - 知立 - 岡崎 - 御油 - 豊川 - 豊橋 (68.9km)　1909年11月出願、その後却下[41]。
  - 太田線 (1) : 犬山駅 - 坂祝 - 太田 (17.9km)　1912年3月出願、1913年4月却下[39][42]。
  - 太田線 (2) ・関線 (1) : 犬山駅 - 坂祝 - 太田、坂祝 - 関 (17.9+12.8km)　1912年4月出願、1913年4月却下[39][42]。
  - 新川 - 清洲 (2.0km)　1912年9月出願、1913年4月14日取得[26]、1914年3月26日失効[28]。
  - 北方線 : 古知野駅 - 北方 1912年4月出願、1915年2月却下[39][40]。
  - 太田線 (3) : 今渡駅 - 太田 (1.0km) 1919年12月出願、1920年8月取得、（旧）名古屋鉄道が免許継承[39][42]。
  - 米野 - 東山 (6.9km) 1920年3月出願、その後却下。名古屋市を東西に貫通する地下路線[43]。
  - 関線 (2) : 新鵜沼駅 - 関 (12.1km) 1921年5月取得[33]、（旧）名古屋鉄道が免許継承[35]。

## 車両
- 市内線（名古屋市へ譲渡）
  - 小型単車
    - 1-37号（通称：名電1号形。名古屋市電には継承されず、24両が札幌電気軌道に譲渡され10形となる。この他、築地電軌に3両、松金電車鉄道に1両が譲渡されている[44]）
    - 38-167号（後の名古屋市電SSA形）
    - 283-312号（後の名古屋市電SSB形）

  - 大型単車
    - 168-232号（後の名古屋市電LSA形）
    - 233-282号および313-337号（後の名古屋市電LSB形）

  - ボギー車
    - 1000形（後の名古屋市電SB形）

  - この他、合併した熱田電気軌道が保有した単車が4両あったが、名古屋電気鉄道時代の動向は不明[45]。
- 郡部線（名古屋鉄道が継承）
  - 500形単車
  - 1500形ボギー車
  - トク1号、トク2号貴賓車
  - デワ1形電動貨車
  - ワ1形有蓋貨車・ワフ1形有蓋緩急車

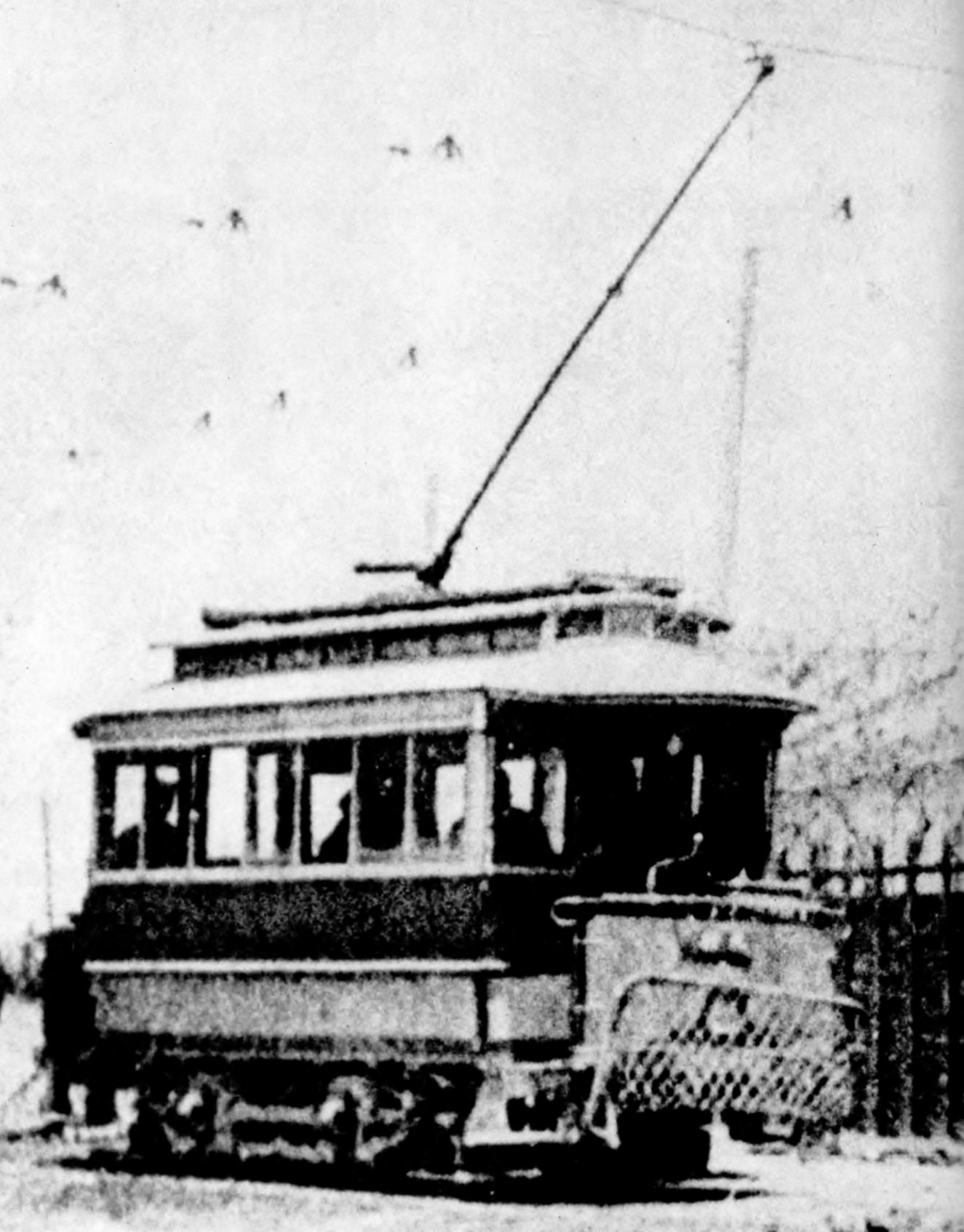
名電1号形
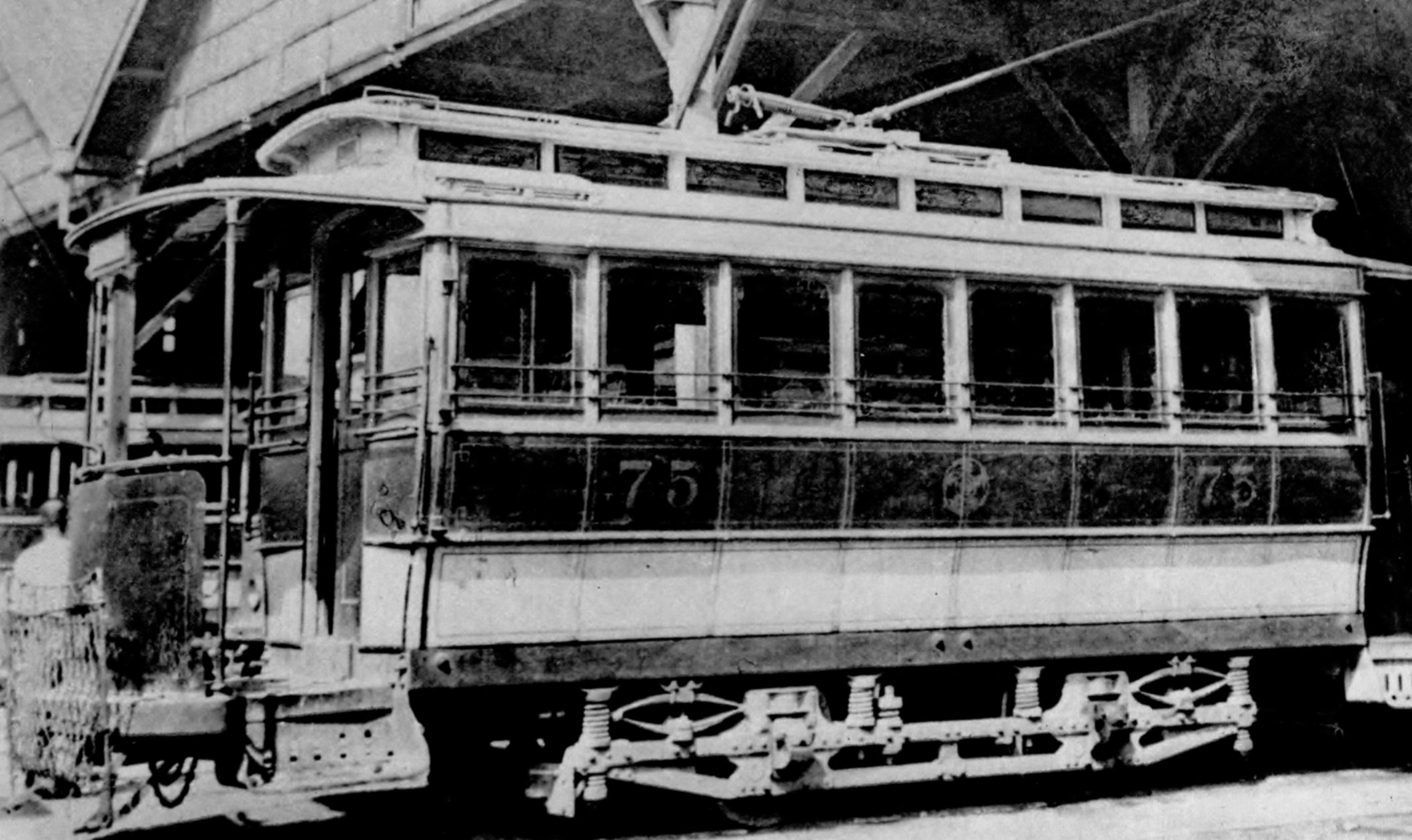
小型単車75号
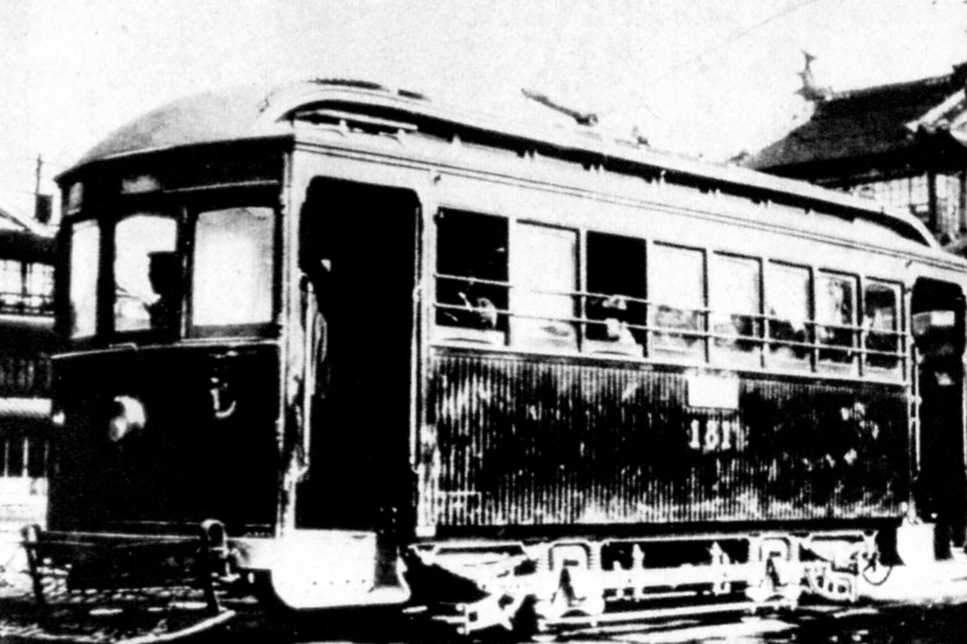
大型単車181号
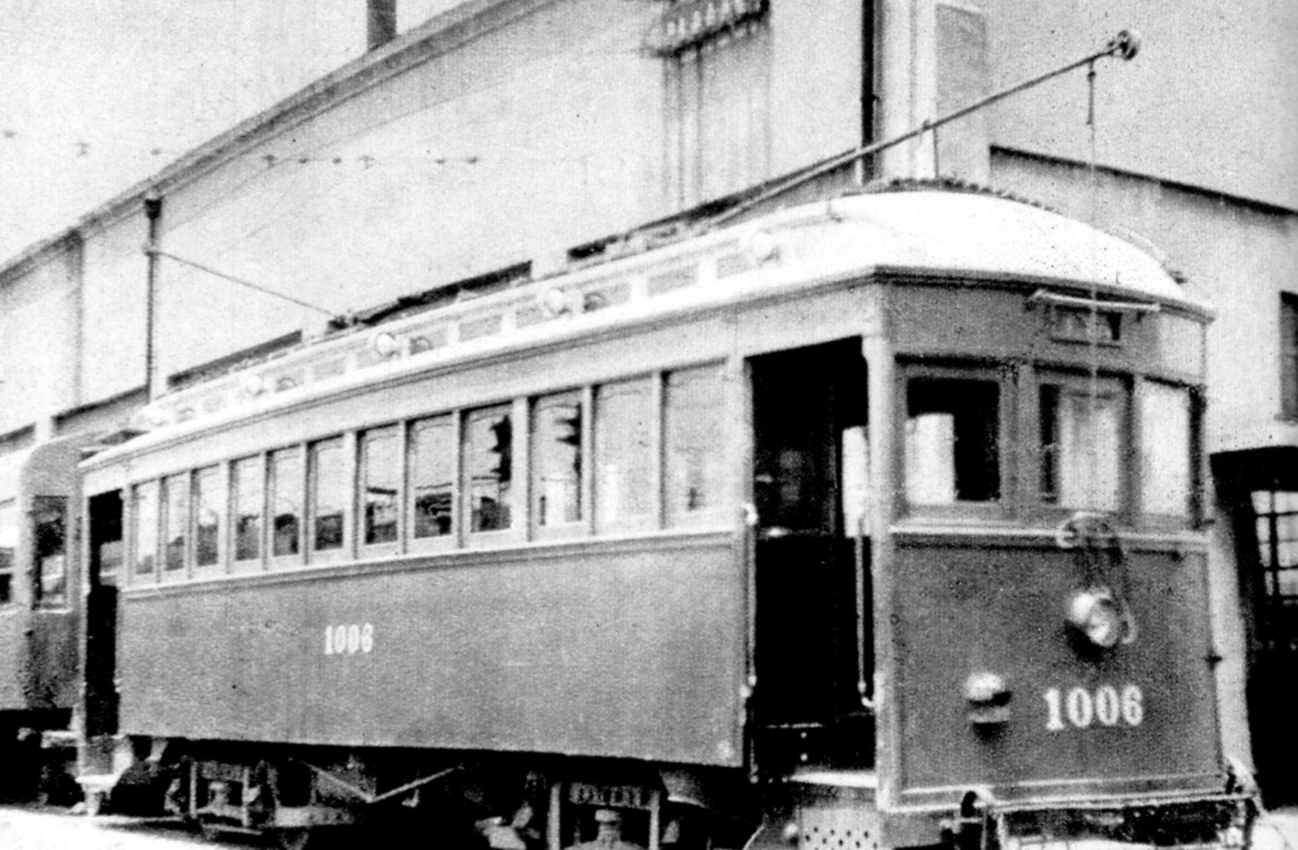
市内線ボギー車1000形
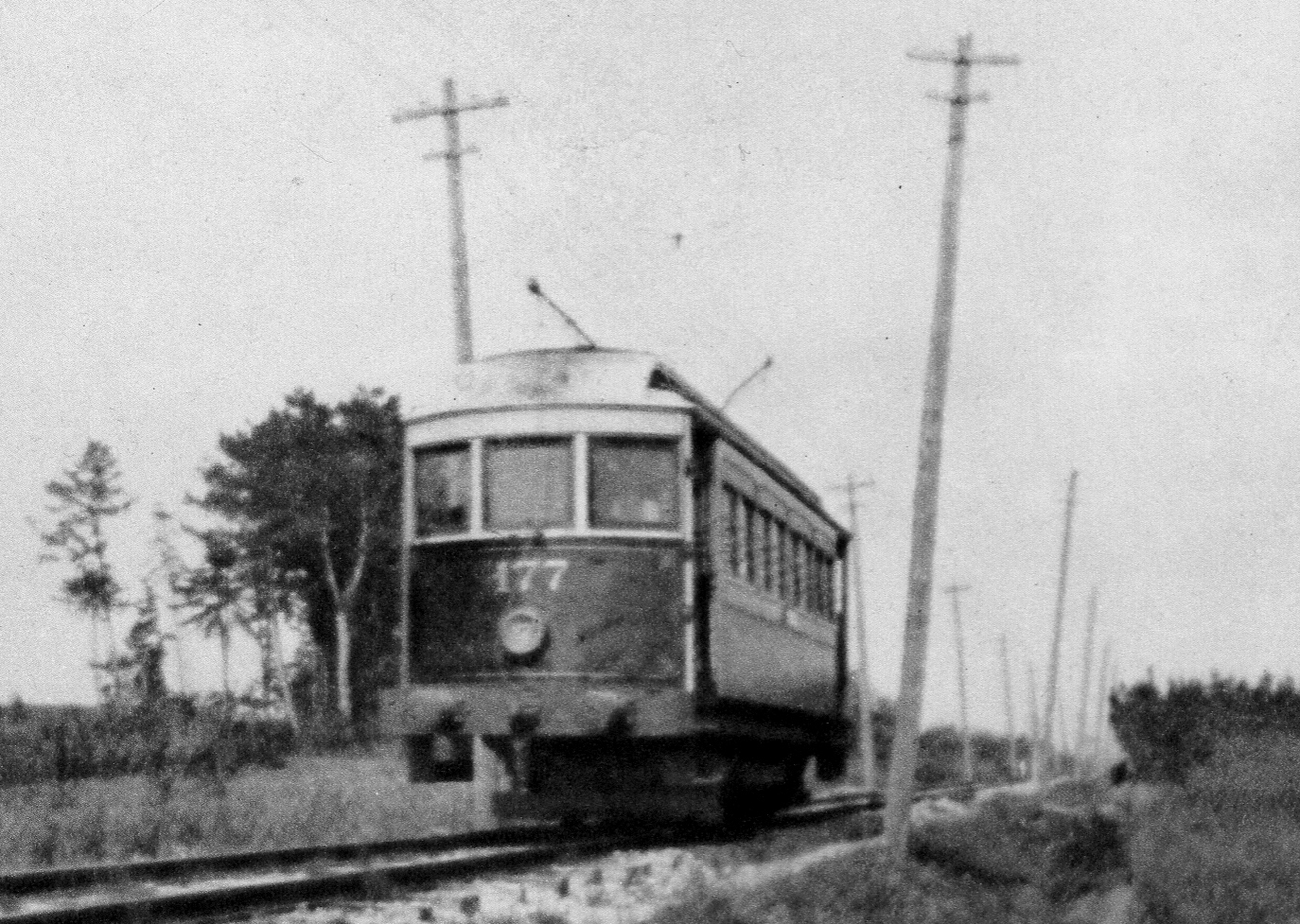
郡部線単車500形
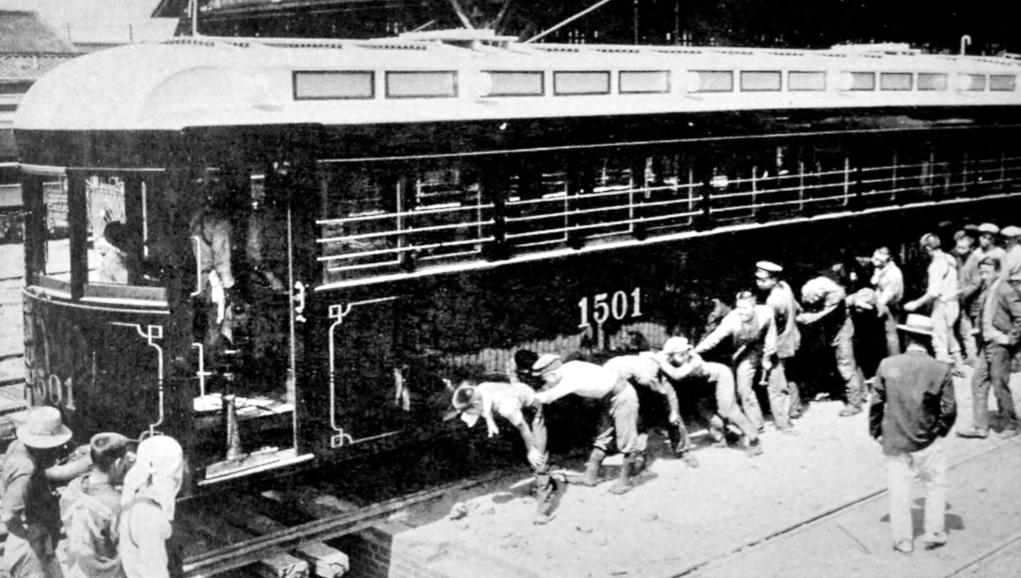
郡部線ボギー車1500形